# David Robertson (naturalista)
David Robertson (Glasgow, 1806 — ?, 1896) foi um naturalista britânico.